# Желтогорлый рябок
Желтогорлый рябок (Pterocles gutturalis) — вид летающих птиц из семейства рябковых, обитающий в Африке. Имеет 2 подвида.
- P. g. saturatior E.J.O.Hartert, 1900 распространён в Эфиопии до северной Замбии;
- P. g. gutturalis A. Smith, 1836 — южная Замбия и Ангола до северной части Южной Африки.